# Dr. House
Dr. House (eng. House ili House, M.D.) američka je medicinska dramska TV serija nagrađena s pet Emmyja i Peabody nagradom koja se u SAD-u emitirala od 16. studenoga 2004. do 21. svibnja 2012. godine, ukupno 8 godina. Autor serije je David Shore, koji je ujedno i izvršni producent zajedno s redateljem Bryanom Singerom. Tijekom sezone 2007./08., Dr. House je bila najgledanija serija u SAD-u, te treća najgledanija emisija uopće, iza Američkog Idola i Plesa sa zvijezdama.
Glavnog lika serije, doktora Gregoryja Housea, tumači britanski glumac Hugh Laurie, koji je za tu ulogu 2006. i 2007. dobio Zlatni globus, te Nagradu Ceha filmskih glumaca 2007. za najbolju glavnu mušku ulogu.

## Pregled serije
Doktor Gregory House je svojeglavni medicinski genij koji radi kao šef Odjela za dijagnostiku u fiktivnoj bolnici Princeton-Plainsboro u New Jerseyju. Većina epizoda počinje izvan bolnice, te prikazuje događaje koji su doveli do pojave simptoma kod glavnog pacijenta u toj epizodi. Tijekom većeg dijela epizode, Houseov dijagnostički tim pokušava otkriti uzrok simptoma i izliječiti bolest.
Houseov cijenjeni odjel prima samo pacijente koji nisu dobili pravu dijagnozu što njihove slučajeve čini još kompleksnijim i suptilnijim. Uz sve ovo, House odbija surađivati u slučajevima koje smatra nezanimljivim. Slučajevi koji se pojavljuju u seriji su vrlo rijetki, ali realni. Andrew Holtz, autor knjige The Medical Science of House, M.D., ih je opisao ovako:
Tim do različitih dijagnoza dolazi sokratskom metodom i diferencijalnom dijagnozom, dok sam House vodi rasprave. House često pobija i omalovažava ideje svojih kolega, ismijavajući ih zbog propuštanja nekih vrlo važnih faktora. Pacijent često dobije krivu dijagnozu na samom početku, te prima ljekove za tu krivu dijagnozu. To također dovodi do većih komplikacija kod pacijenta, no ujedno i pomaže Houseu da ustanovi pravu dijagnozu i izliječi pacijenta (ako je bolest izlječiva).
No zna se dogoditi da se bolest teško dijagnosticira zato što pacijent laže o simptomima ili uzrocima, što najčešće sam House otkrije. Upravo zbog ovoga House tijekom debata često govori: "Svi lažu", "Pacijent laže" ili "Simptomi nikad ne lažu". Čak i kada to ne izgovori, House uvijek ima tračak sumnje da pacijent laže te u proces dijagnosticiranja kreće s tom pretpostavkom.
Houseove teorije o stanju pacijenta znaju biti temeljene na suptilnim i kontoverznim pregledima, te on upravo zbog toga često ima problema u dobivanju dopuštenja od doktorice Lise Cuddy, ravnateljice bolnice, kako bi obavio neke medicinske postupke ili zahvate za koje on misli da su potrebni, a jako su rizični ili etički dvojbeni.
Dr. Cuddy također zahtjeva da House provodi više vremena pregledavajući pacijente u bolničkoj ambulanti, što ne voli jer smatra obične i uobičajene bolesti "nezanimljivim". Houseovo izbjegavanje i/ili žaljenje na taj posao također je česta pojava u seriji. No, kada ipak radi u ambulanti, House zbunjuje pacijente svojim odnosom prema njima i neotrodoksnim tretmanima, no u isto vrijeme ih iznenađuje brzim dijagnozama njihovih stanja, iako se naizgled čini da ih ne sluša i da ga ne zanimaju.
Tijekom epizoda, Houseov tim često odlazi u pacijentov dom, nekad s dozvolom, a nekad bez nje, kako bi utvrdio mogućeg uzročnika bolesti. Autor serije, David Shore, rekao je da je želio napraviti seriju na bazi CSI-a u kojoj bi "virusi i bakterije bili sumnjivci", no odlučio je fokusirati seriju na same likove, a ne na okoliš.
Još jedan veliki dio epizode zauzima Houseovo uzimanje opijata Vicodina, koji mu je potreban kako bi se nosio s iznimno jakom boli uzrokovanom infrakcijom kvadricepsa u njegovoj desnoj nozi, što prisiljava Housea da hoda sa štapom. House priznaje da je ovisan o Vicodinu, no tvrdi da nema problem:
Njegova ovisnost uzrokovala je da ga njegovi kolege, dr. James Wilson i dr. Lisa Cuddy, nekoliko puta potaknu da ode na odvikavanje, no nijedan pokušaj odvikavanja nije bio uspješan. Nekad, kada nema pristup Vicodinu ili kada on sam nije dovoljan da ublaži bol, House koristi druge lijekove, kao što su oksikodon i morfij, da bi ublažio bol.
House je u mnogim stvarima sličan Sherlocku Holmesu. Sličnosti su evidentne u mnogim stvarima kao što je Houseovo oslanjanje na psihologiju pri rješavanju slučajeva, njegova ustrajanost u odbijanju slučajeva koje smatra nezanimljivim, njegovo konzumiranje droge (no treba napomenuti da je Holmes svojevoljno, bez ikakve potrebe, konzumirao drogu, dok ju House konzumira iz medicinskih potreba), njegova adresa (Houseov stan je broj 221B, što je isto kao i Holmesova adresa), njegovo prijateljstvo s Wilsonom (koji je paralela dr. Watsonu) i situacija u kojoj je na njega pucao čovjek znan samo kao Moriarty, što je i prezime Holmesovog najljućeg neprijatelja. Uz sve ovo, autor serije David Shore je rekao da je Houseovo prezime "suptilni homaž" Holmesovom, koje se na engleskom čita kao "homes", što na hrvatskom znači "domovi" (množ. od "dom"), dok je Houseovo prezime jednina sinonima te imenice, odnosno "kuća".

## Likovi
Tijekom prve tri sezone, Houseov su dijagnostički tim sadržavala tri liječnika: Eric Foreman, Allison Cameron i Robert Chase. Pri kraju treće sezone, Foreman daje otkaz rekavši Houseu da se ne želi pretvoriti u njega. U posljednjoj epizodi treće sezone, House daje otkaz Chaseu, rekavši mu da je tu najduže i da je ili naučio sve što može, ili nije ništa naučio. Na samom kraju iste epizode, Cameronica dočeka Housea u njegovom uredu i daje otkaz, djelomično inspiriran Houseovim otpuštanjem Chasea, time ostavivši Housea bez tima. U prvoj epizodi četvrte sezone, House nema nijednog pomoćnika, no na kraju te epizode unajmljuje 40 novih kandidata za svoj novi tim. Sljedeće epizode sastoje se uglavnom od slučajeva koje House daje kandidatima kako bi brojku od 40 kandidata suzio na samo 3. Natječaj za posao pretvara u neku vrstu reality showa čiji su konačni pobjednici, Houseovi novi suradnici, liječnici Chris Taub, Lawrence Kutner i Trinaest. To troje se pridružuje Foremanu koji je, nakon što je dobio otkaz u drugoj bolnici, ponovo dobio posao kao član Houseovog tima. Chase i Cameronica nisu napustili Princeton-Plainsboro, no rade na drugim odjelima. U epizodi 5. sezone, Simple Explanation, Kutner počinjava samoubojstvo i time završava svoj nastup u seriji i ostavlja Housea s timom od samo 3 liječnika. Razlog ovakvog zapleta je činjenica da je Kal Penn, glumac koji je igrao Kutnera, prihvatio posao u administraciji predsjednika Baracka Obame kao savjetnik za umjetničke skupine, kao i za azijske i oceanijske manjine.
| Lik             | Glumac              | Pozicije | Specijalnost                                    |
| --------------- | ------------------- | --- | ----------------------------------------------- |
| Gregory House   | Hugh Laurie         | - Šef odjela za dijagnostiku | - Infektivne bolesti - Nefrologija              |
| Lisa Cuddy      | Lisa Edelstein      | - Ravnateljica bolnice - Dekanica - Članica Vijeća direktora - Članica Vijeća za transplantaciju organa                         | - Endokrinologija                               |
| James Wilson    | Robert Sean Leonard | - Šef odjela za onkologiju - Član Vijeća direktora - Član Vijeća za transplantaciju organa                                      | - Onkologija                                    |
| Eric Foreman    | Omar Epps           | - Liječnik, Odjel za dijagnostiku (1 – 3, 4.04 – danas) - Šef odjela za dijagnostiku u bolnici Mercy (4.01 – 4.03)              | - Neurologija                                   |
| Allison Cameron | Jennifer Morrison   | - Liječnica, Odjel za dijagnostiku (1 – 3, 6.03 - 6.07) - Liječnica, Odjel za hitnu pomoć (4 – 6.03) - Članica Vijeća za budžet | - Imunologija                                   |
| Robert Chase    | Jesse Spencer       | - Liječnik, Odjel za dijagnostiku (1 – 3, 6.03 - danas) - Kirurg (4 – 6.03)                                                     | - Intenzivna njega                              |
| Chris Taub      | Peter Jacobson      | - Liječnik, Odjel za dijagnostiku (4.02 – 6.03, 6.07 - danas)                                                                   | - Plastična kirurgija                           |
| Lawrence Kutner | Kal Penn            | - Liječnik, Odjel za dijagnostiku (4.02 – 5.20)                                                                                 | - Sportska medicina - Rehabilitacijska medicina |
| Remy Hadley     | Olivia Wilde        | - Liječnica, Odjel za dijagnostiku (4.02 – 6.03, 6.07 - danas)                                                                  | - Interna medicina                              |

### Odabir glumaca
Producenti serije su, navodno, u početku bili nezadovoljni glumcima koji su se kandidirali za ulogu dr. Housea. Kada se na audiciji pojavio Hugh Laurie, ispričao se zbog svog izgleda jer je tada snimao film Feniksov let. Lauriev američki naglasak je navodno bio toliko besprijekoran da je Bryan Singer rekao da je Laurie pravi primjer američkog glumca, ne znajući da je Laurie zapravo Britanac. Laurie je kasnije rekao da je u početku mislio da je glavni lik serije James Wilson. Scenarij je Wilsona opisao kao momčića, pa je Laurie zaključio da je Wilson glavni lik, a da je House njegov asistent (ime serije tada još nije bilo poznato). Tek kada je dobio pilot epizodu u ruke, Laurie je shvatio da je House zapravo glavni lik. Nakon što je dobio ulogu, Laurie, čiji je otac bio liječnik, rekao je kako osjeća grižnju savjesti što će biti više plaćen da bude samo kopija svog oca. Na audiciju za dr. Housea se još prijavio i glumac Patrick Dempsey, koji je poznat po ulozi Dereka Sheparda u seriji Uvod u anatomiju.

## Produkcija
Dr. House se u SAD-u emitiran na programu FOX. Serija je nastala kao koprodukcija Heel and Toe Filmsa, Shore Z Productionsa i Bad Hat Harry Productionsa u suradnji s NBC-om. Sve tri tvrtke su odgovorne za produkciju, a njihovi predsjednici su izvršni producenti. Shoreove ideje za seriju inspirirane su djelima Bertona Rouechéa.
Nakon epizode "TB or Not TB" (druga sezona), njemačka produkcijska tvrtka Moratim se kreditira tijekom bilješke o autorskom pravu umjesto Universal Media Studiosa.
Derek R. Hill, produkcijski dizajner, i Danielle Berman, dekoratorica seta, nominirani su na 58. dodjeli Emmyja za posebni Emmy za kreativnu umjetnost zbog umjetničke izrade u epizodama "Autopsy", "Distractions" i "Skin Deep".
Na 59. dodjeli Emmyja, Dalia Dokter, Jamie Kelman i Ed French dobivaju Emmyja za kreativnu umjetnost zbog umjetničke izrade u epizodi "Que Sera Sera".

### Glazba
Uvodna glazba u Sjevernoj Americi (i u nekim drugim zemljama) je pjesma »Teardrop« grupe Massive Attack. Pjesma ima i riječi, a izvodi ju Elizabeth Fraser, no u uvodnoj špici serije koriste se samo uvod i kraj pjesme koji su čisto instrumentalni.
Zbog autorskih prava i licenci, u većini drugih zemalja se kao uvoda glazba koristi posebna skladba zvana »House End Credits« koju su posebno za tu priliku skladali Jon Ehrlich, Jason Derlatka i Leigh Roberts. Ova skladba je u drugoj sezoni zamijenjena sličnom skladbom koju su skladali samo Ehrlich i Roberts. No, ova skladba je korištena samo tijekom emitiranja na televiziji. DVD izdanja serije koriste originalnu američku glazbu.
Tijekom zadnje epizode 4. sezone, pjesma »Teardrop« se može čuti kao pozadinska glazba, a pjevao ju je José González.

### Lokacija
Snimke eksterijera bolnice Princeton-Plainsboro su zapravo snimci eksterijera Princetonskog kampusa, koji je ujedno i studentski centar. No, snimanje serije ne odvija se tamo nego u FOX-ovom studiju, u Century Cityju.

### Snimanje
Dr. House primjenjuje metodu walk and talk (hodaj i pričaj) koju su popularizirali Aaron Sorkin i Thomas Schlamme u serijama Sports Night i Zapadno krilo. Metoda se sastoji od praćenja dvaju ili više likova dok hodaju i raspravljaju o tekućim temema (često su to sastanci na koje idu), koje su u slučaju Dr. Housea dijagnoze, stanja i rezultati pretraga pacijenata. U Houseu ovakve walk and talk scene najčešće završavaju kada jedan od likova, najčešće House, uđe u dizalo i napusti svoje kolege.

### Gledanost u SAD-u
| Sezona | Emitiranje                                             | Prva epizoda       | Zadnja epizoda    | TV sezona     | Pozicija | Broj gledatelja (u milijunima) |
| ------ | ------------------------------------------------------ | ------------------ | ----------------- | ------------- | -------- | ------------------------------ |
| 1.     | Utorak 21:00                                           | 16. studenog 2004. | 24. svibnja 2005. | 2004. – 2005. | #24      | 13,3                           |
| 2.     | Utorak 21:00                                           | 13. rujna 2005.    | 23. svibnja 2006. | 2005. – 2006. | #10      | 17,3                           |
| 3.     | Utorak 20:00 (2006.) Utorak 21:00 (2006. – 2007.)      | 5. rujna 2006.     | 29. svibnja 2007. | 2006. – 2007. | #5       | 19,9                           |
| 4.     | Utorak 21:00 (2007. – 2008.) Ponedjeljak 21:00 (2008.) | 25. rujna 2007.    | 19. svibnja 2008. | 2007. – 2008. | #7       | 17,6                           |
| 5.     | Utorak 20:00                                           | 16. rujna 2008.    | 11. svibnja 2009. | 2008. – 2009. | #16      | 13,6                           |
| 6.     | Ponedjeljak 20:00                                      | 21. rujna 2009.    | 17. svibnja 2010. | 2009. – 2010. | #22      | 12,8                           |
| 7.     | Ponedjeljak 21:00                                      | 2010.              | 2011.             | 2010. – 2011. | #42      | 10,3                           |
| 8.     | Ponedjeljak 21:00                                      | 2011.              | 2012.             | 2011. – 2012. | #58      | 8,7                            |

Najgledanija epizoda Dr. Housea u SAD-u bila je epizoda Frozen četvrte sezone, koja je emitirana nakon 42. Super Bowla, a gledalo ju je nešto više od 29 milijuna ljudi. Ta epizoda je bila treći najgledaniji program taj tjedan, iza same utakmice Super Bowla i emisije nakon utakmice.

### Nagrade
Dr. House je 2005. nagrađen nagradom Peabody zbog, kako je odbor za nagradu objasnio, "neortodoksnog glavnog lika - mizantropičnog dijagnostičara" i za "slučajeve dostojne medicinskog Sherlocka Holmesa". Tijekom dodjele Nagrada Američkog filmskog instituta 2005., Dr. House je bio u konkurenciji za seriju godine. Serija je 2008. nominirana i za Zlatni globus u konkurenciji najbolje drame, no izgubila je od serije Momci s Madisona.
Autor David Shore je 2005. dobio Emmyja za epizodu Three Stories, dok je scenarist Lawrence Kaplow 2006. dobio Nagradu Ceha filmskih glumaca za epizodu Autopsy.
Hugh Laurie, glavni glumac, je 2005., 2007. i 2008. bio nominiran za Emmyja za najbolju mušku ulogu. No 2006. i 2007. dobiva Zlatni globus u istoj kategoriji, a 2007. je za istu ulogu dobio i Nagradu Ceha filmskih glumaca. Godine 2008. je također nominiran za Zlatni globus u kategoriji najbolje muške uloge, no izgubio je od Jona Hamma.

## Vanjske poveznice
- Službena stranica na FOX.com-u  Arhivirana inačica izvorne stranice od 30. rujna 2007. (Wayback Machine)
- Službena HouseWiki na FOX.com-u
- House na IMDb-u